# Punikve
Punikve falu Horvátországban Varasd megyében. Közigazgatásilag Ivanechez tartozik.

## Fekvése
Varasdtól 17 km-re délnyugatra, községközpontjától 1 km-re keletre, a Bednja-folyó jobb partján fekszik.

## Története
A falu területén már a korai kőkorszakban is éltek emberek. Ezt bizonyítják azok a kőeszközök, kőbalták, kőkések és egyéb vágóeszközök melyeket Stjepan Vuković régész talált a falu határában levő útbevágásokban és vízmosásokban. A leletek korát ötszázezer évesre teszik és a legősibb európai kőkorszaki kultúrához tartoznak. 
A település már 1304-ben említik mint a johanniták bélai uradalmához tartozó falut. Szerepel a falu I. Ferdinánd király 1564-ben kelt oklevelében is, melyben a gersei Pethő családot megerősíti itteni birtokaiban. Az 1649-es egyházi vizitáció szerint a településen közel kétszáz lakos élt. 1650-ben III. Ferdinánd oklevelében melyben birtokokat adományozott Varasd vármegye akkori főprépostjának, Dénes fia Miklósnak a bélai uradalom részeként Ponikva is szerepel. 
1857-ben 201, 1910-ben 430 lakosa volt. 1920-ig Varasd vármegye Ivaneci járásához tartozott. 2001-ben 128 háztartása és 457 lakosa volt. 

## Nevezetességei
Őskori kőeszközök régészeti lelőhelye.